# Zlatko Iànkov
Zlatko Iànkov   (Burgàs, 7 de juny de 1966) és un exfutbolista búlgar de la dècada de 1990.
Fou 80 cops internacional amb la selecció búlgara amb la qual participà en la Copa del Món de Futbol de 1994 i a la Copa del Món de Futbol de 1998.
Pel que fa a clubs, defensà els colors de clubs com Neftochimic Burgas, Chernomorets Burgas, Levski Sofia i Beşiktaş JK.